# 神田明神

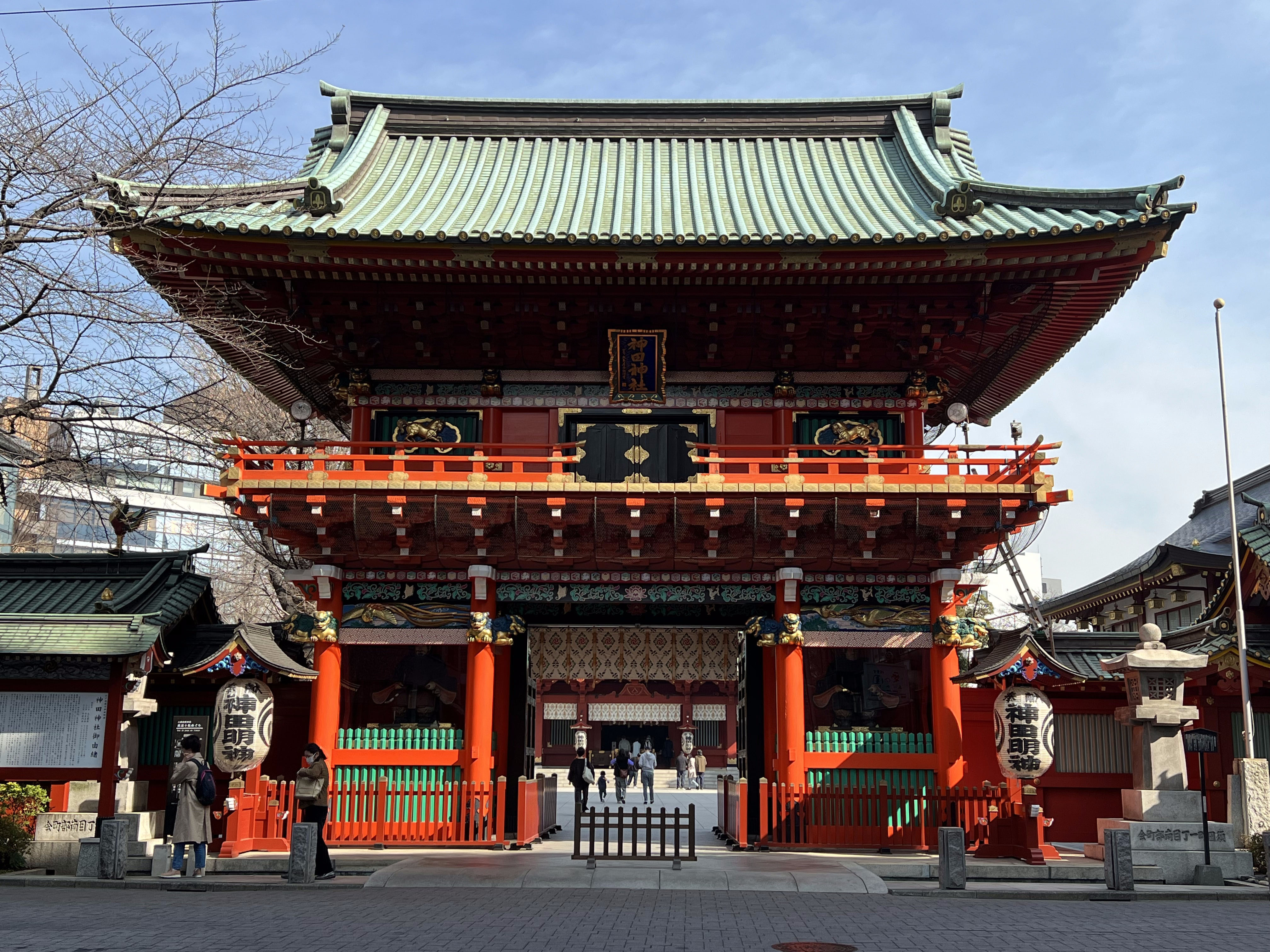
隨神門

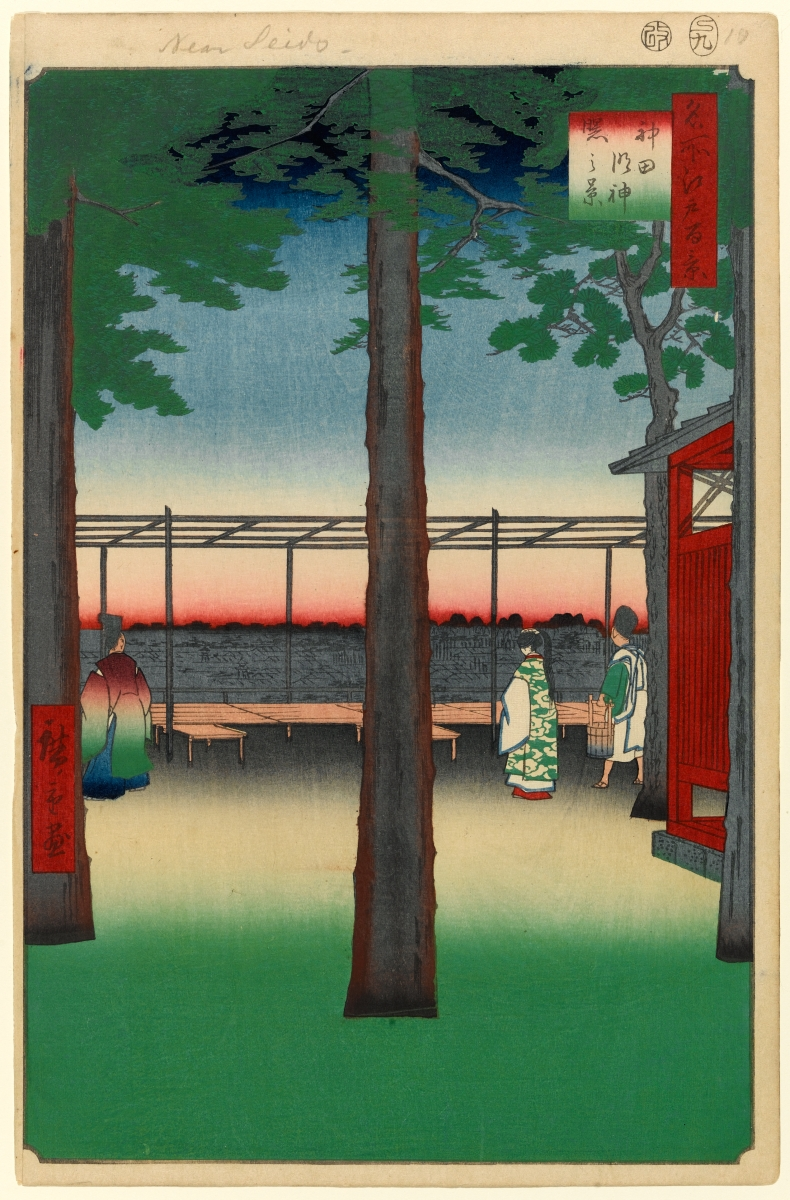
歌川広重『名所江戸百景』のうち「神田明神曙之景」。神田神社は本郷台地の東南端の高台にあり、東側が崖で、眺望で知られていた。この図は境内から東の空の曙を描いたもの。

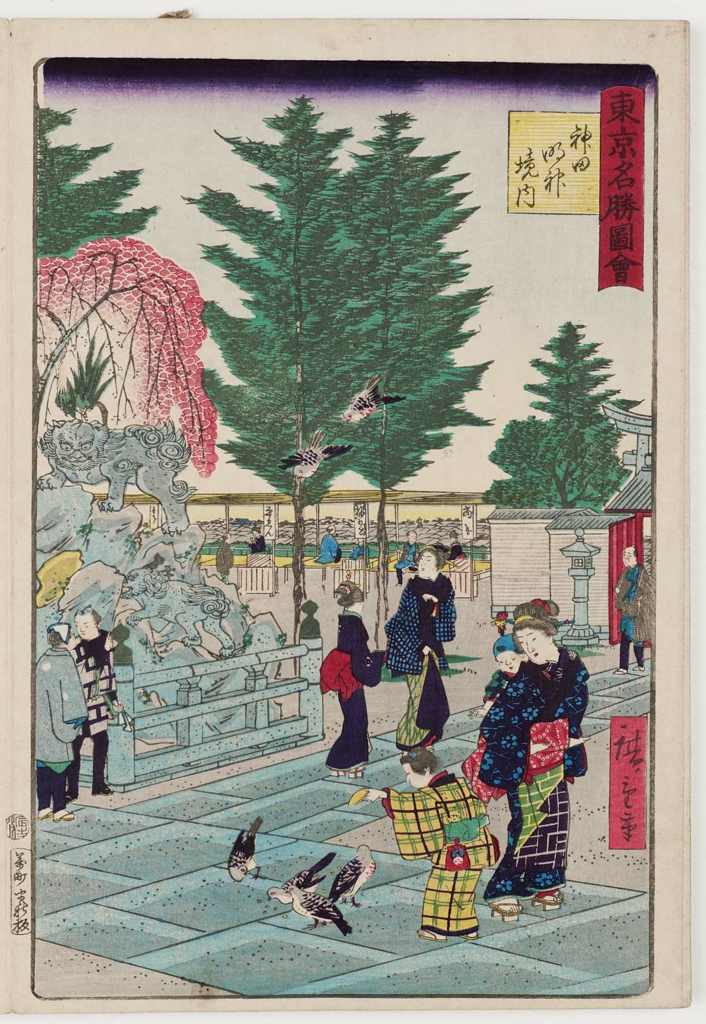
3代広重『東京名所図会』「神田神社境内」

神田明神（かんだみょうじん）は、東京都千代田区外神田二丁目にある神社。正式名称は神田神社（かんだじんじゃ）。
神田祭を行う神社として知られる。神田、日本橋（日本橋川以北）、秋葉原、大手町、丸の内、旧神田市場・築地魚市場など108か町会の総氏神である。旧社格は府社（明治3年（1870年）まで准勅祭社）。現在は神社本庁の別表神社となっている。また旧准勅祭社の東京十社の一社である。

## 祭神
3柱を祭神として祀っている。
- 一ノ宮 - 大己貴命（オオナムチノミコト、だいこく様）。縁結びの神様。天平2年（730年）鎮座[3]。
- 二ノ宮 - 少彦名命（スクナヒコナノミコト、えびす様）。商売繁昌の神様。1874年（明治7年）に大洗磯前神社より奉祀[4]。
- 三ノ宮 - 平将門命（タイラノマサカドノミコト、まさかど様）。除災厄除の神様。延慶2年（1309年）奉祀、1874年（明治7年）に構内の摂社である将門神社に遷座、1984年（昭和59年）に本殿に奉祀復帰[3][5]。

## 歴史
社伝によれば、天平2年（730年）、武蔵国豊島郡芝崎村に入植した出雲系の氏族が、大己貴命を祖神として祀ったのに始まる。神田はもと伊勢神宮の御田（おみた＝神田）があった土地で、神田の鎮めのために創建され、神田ノ宮と称した。
承平5年（935年）に平将門の乱を起こして敗死した平将門の首が京から持ち去られて当社の近くに葬られ、将門の首塚は東国（関東地方）の平氏武将の崇敬を受けた。嘉元年間（14世紀初頭）に疫病が流行し、これが将門の祟りであるとして供養が行われ、延慶2年（1309年）に当社の相殿神とされた。平将門神に祈願すると勝負に勝つといわれる。
江戸時代、江戸城増築に伴い慶長8年に神田台へ、さらに元和2年（1616年）に現在地へ遷座した。江戸総鎮守として尊崇された。神田祭は江戸三大祭りの一つである。山車は将軍上覧のために江戸城中に入ったので、「天下祭」と言われた。当時は山車が中心だったが、明治に入ると電線の普及等により山車の数は大幅に減少した。「神田囃子」は東京都の無形民俗文化財に指定されている。江戸時代初期に豪華な桃山風社殿が、天明2年（1782年）には権現造の社殿が造営されたが、1923年（大正12年）の関東大震災で焼失した。その後、1934年に当時では珍しい鉄骨鉄筋コンクリート構造で権現造を模して再建されたことから、1945年（昭和20年）の東京大空襲では、境内に焼夷弾が落ちたにもかかわらず本殿・拝殿などは焼失を免れた。
江戸時代には「神田明神」と名乗り、周辺の町名にも神田明神を冠したものが多くあった。明治に入って神社が国家の管理下に入ると、明治元年（1868年）に准勅祭社に指定された。その後、府社に列せられ、明治4年（1872年）に正式の社号が「神田神社」に改められた。1874年（明治7年）、明治天皇が行幸するにあたって、天皇が参拝する神社に逆臣である平将門が祀られているのはあるまじきこととされて、平将門が祭神から外され、代わりに少彦名命が茨城県の大洗磯前神社から勧請された。平将門神霊は境内摂社に遷されたが、太平洋戦争後の1984年（昭和59年）になって本社祭神に復帰した。現在は神社本庁の別表神社となっている。また旧准勅祭社の東京十社の一社である。
アニメ文化の発信地である秋葉原（アキバ）が近いこともあって、2010年代に『ラブライブ!シリーズ』、『シュタインズ・ゲート』、『東京レイヴンズ』といったアニメやライトノベル作品の舞台となり、聖地巡礼を受けるようになった。2019年には「訪れてみたい日本のアニメ聖地88」に認定され、認定プレートとご朱印（スタンプ）が神田明神文化交流館に設置されている。
2016年より、8月10日頃の金土日の3日間「神田明神納涼祭り」を開催。第2回には初日を「アニソン盆踊り」と銘打ってアニソン音頭をメインで掛ける日とし、第4回には「アニソン・JPOP盆踊り（Tokyo Bon Dance Fest 2019）」として開催した。
2018年12月15日、700人収容の多目的ホール「神田明神ホール」や物販、飲食スペースなどを備えた神田明神文化交流館「EDOCCO（エドッコ）」が境内に開館した。
また、野村胡堂の代表作『銭形平次捕物控』の主人公・銭形平次が当神田明神下の長屋に住居を構えていたという設定から、敷地内の本殿右手横に映画制作関係者などで建立した「銭形平次の碑」がある。銭形平次は架空の人物である。境内には他に水野年方顕彰碑、千社札の碑など多くの石碑や力石などが存在する。
秋葉原エリアと御茶ノ水駅の間にあって、参拝者のほか国内外の観光客が多く立ち寄る。
鳳凰殿にはマイナビや産経新聞などが広告を出している。

## 伝説
神田明神を崇敬する者は成田山新勝寺（千葉県成田市）を参拝してはいけないというタブーが伝えられている。これは朝廷に対して叛乱を起した平将門を討伐するため、僧・寛朝を神護寺護摩堂の空海作といわれる不動明王像と共に現在の成田山新勝寺へ遣わせ、乱の鎮圧のため動護摩の儀式を行わせたことによるもので、即ち、新勝寺参拝は将門を苦しめるとされるため。
なお、同じく将門を祭神とする築土神社にも同様の言い伝えがあり、成田山へ参詣するならば、道中に必ず災いが起こるとされた。将門に対する信仰心は、祟りや厄災を鎮めることと密接に関わっていたのである。
ただし、成田屋の屋号で知られる歌舞伎の市川宗家では歌舞伎十八番の一つ『鎌髭』で将門を演じており、「助六」を演じる際には魚河岸との関わりから神田明神内にある水神社への参拝を行う。

## 摂末社
- 祖霊社（祭神 : 神田明神の氏子・崇敬者の先祖） - 2004年（平成16年）創建。
- 籠祖神社（祭神 : 猿田彦大神、塩土翁神、天孫瓊瓊杵尊） - 寛政7年（1795年）、籠職人らによって創建。猿田彦大神は天孫降臨の際に天孫瓊瓊杵尊を先導したことから導きの神として、塩土翁神は、日本神話に竹籠の舟を作って山幸彦に与えたという記述があることから「籠職人の始祖」として祀られている。
- 金刀比羅神社（祭神 : 大物主神、金山彦命、天御中主命） - 天明3年（1783年）、豊嶋郡薬研堀（現在の東日本橋2丁目）に創建され、隅田川の船人から守護神として信仰された。元は独立の神社であったが、昭和41年（1966年）、宗教法人を解散して現在地に遷座し、神田明神の末社となった。
- 日本橋魚河岸水神社（祭神 : 弥都波能売命） - 日本橋魚河岸の守護神として創建され、元和年間（17世紀初め）に神田明神境内に遷座した。
- 三天王（いずれも祭神は建速須佐之男命）
  - 江戸神社 - 大宝2年（702年）に武蔵国豊島郡江戸に創建された「江戸最古の地主神」である。鎌倉時代には江戸氏の氏神として崇敬された。太田道灌の江戸城築城後は城内にて祀られていたが、徳川家康による慶長8年（1603年）の江戸城の拡張の際に神田神社境内に遷座した。
  - 大伝馬町八雲神社 - 江戸時代よりも前に創建されたと伝えられる。祭礼の際に大伝馬町の御仮屋へ神輿を渡御していたことから、この社名がある。
  - 小舟町八雲神社 - 元は江戸城内にあった。祭礼の際に小舟町の御仮屋へ神輿を渡御していたことからこの社名がある。
- 三稲荷（いずれも祭神は宇迦之御魂神）
  - 末廣稲荷神社 - 創建年代は不詳であるが、元和2年（1616年）頃とされている。「出世稲荷」として信仰される。
  - 三宿稲荷神社 - 創建年代は不詳であるが、江戸時代より神田三河町の氏神として奉斎され、後に神田明神神主の邸内に祀られていた稲荷社と合祀され、神田明神の末社となった。
  - 浦安稲荷神社 - 元は豊嶋郡千代田村にあったが、天保14年（1843年）の江戸城拡張に伴い神田明神内に遷座した。

## 文化財

### 国の登録有形文化財（建造物）
- 本殿
- 幣殿
- 拝殿
- 神饌所
- 瑞垣
- 宝庫
- 西門
- 東門

社殿は1934年（昭和9年）竣工の権現造鉄骨鉄筋コンクリート・総朱漆塗で、上記はすべて江戸開府400年記念の年である2003年（平成15年）9月19日に登録された。
現社殿の前は、天明2年（1782年）に造営された木造の権現造・総朱漆塗で、社殿内には江戸幕府造営を象徴する徳川将軍家の葵の御紋が見える。

### 千代田区指定有形民俗文化財
- 鉄製天水桶（一対）
- 大伝馬町八雲神社鉄製天水桶（一対）
- 小舟町八雲神社鉄製天水桶（一対）
- 水盤（1基）
- 石獅子（2頭）
- 力石（1個）
- 籠祖講関係石造物群（9点）
  - 鳥居（明神鳥居）1基
  - 水盤1基
  - 記念碑1基
  - 狛犬一対
  - 常夜灯一対
  - 玉垣1基
  - 石標1基
- 山車人形熊坂（一式）

### 千代田区指定有形文化財（絵画）
- 紙本着色神田明神祭礼絵巻（天・地・人の3巻）
- 紙本着色神田明神祭礼図巻（上・中・下の3巻）

## 神田明神文化交流館「EDOCCO」
2018年12月15日オープン。2029年に「創建千三百年奉祝の年」を迎えるにあたり、記念事業の一環として神田明神の敷地内に建設された。地下1階地上4階建て。
各階には宮田亮平（金属工芸家）、松井守男（画家）、斉藤上太郎（ファッションデザイナー）のアート作品が展示されている。

### EDOCCO STUDIO
- 地下1階にある日本文化の発信を行う体験型施設[16]。落語の公演や茶道などのワークショップが定期開催されるほか、固定ステージを備えたイベントスペースとして、座show（和のエンターテインメントレストラン）の定期公演や貸し出しも行われている（着席140席、スタンディング200席）。

### EDOCCO SHOP -IKIIKI-
- 1階にある雑貨や神具、神田明神のオリジナルグッズを販売する土産物店[17]。

### EDOCCO CAFE -MASU MASU-
- 1階にある抹茶やおしるこなどの喫茶のほか、うどんやカレーなどの食事も提供するカフェ[18]。オリジナルの飲料「神社声援」（ジンジャエール）の販売も行っている。

### 神田明神ホール
- 2・3階にある昇降ステージを備えたイベントホール（着席400席、スタンディング700名程度）[19]。3階にはVIP席として固定座席が15席用意されている。

### 令和の間
- 4階にある多目的ラウンジスペース。神田明神主催の直会のほか、文化継承を目的とした企業・団体の行事などで使用される[20]。

## 社殿・境内の画像

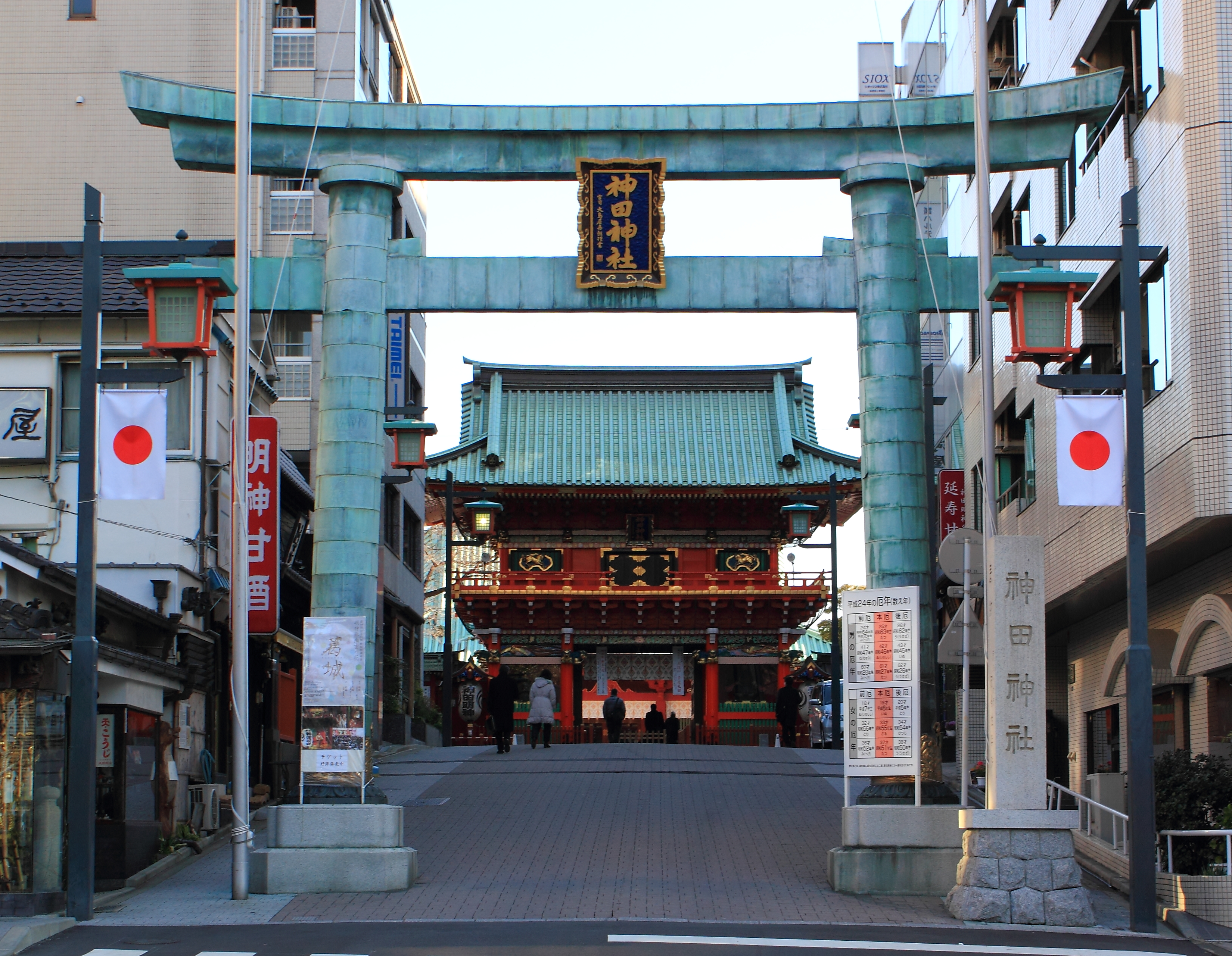
鳥居
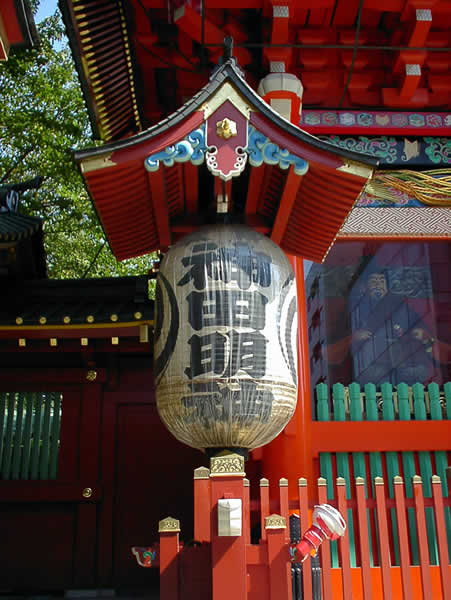
御神燈
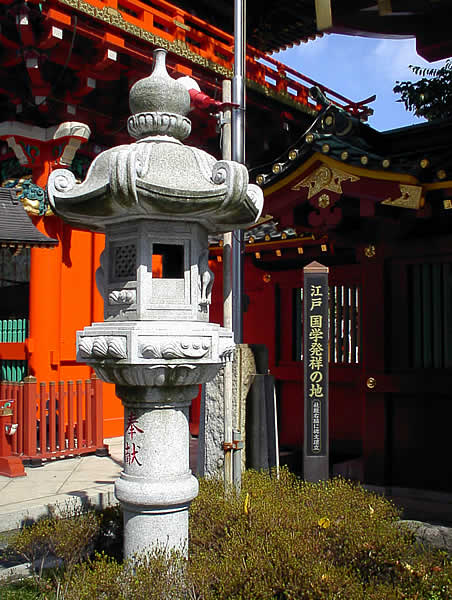
石灯籠

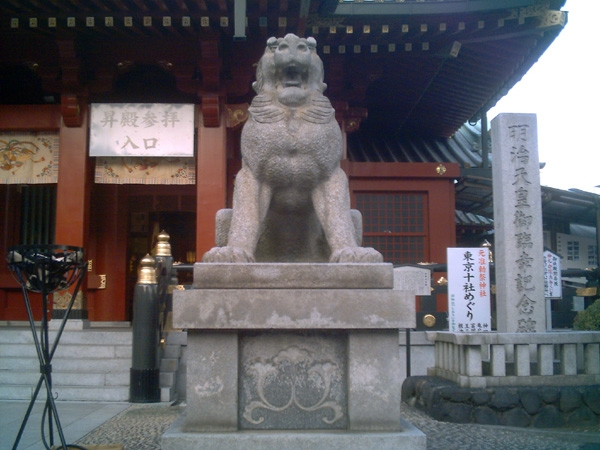
狛犬像
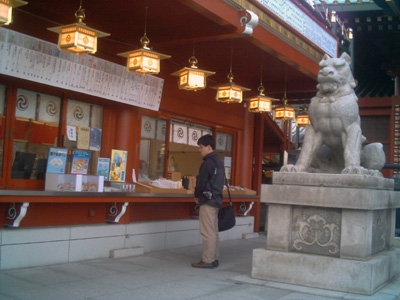
鳳凰殿1階・神札授与所
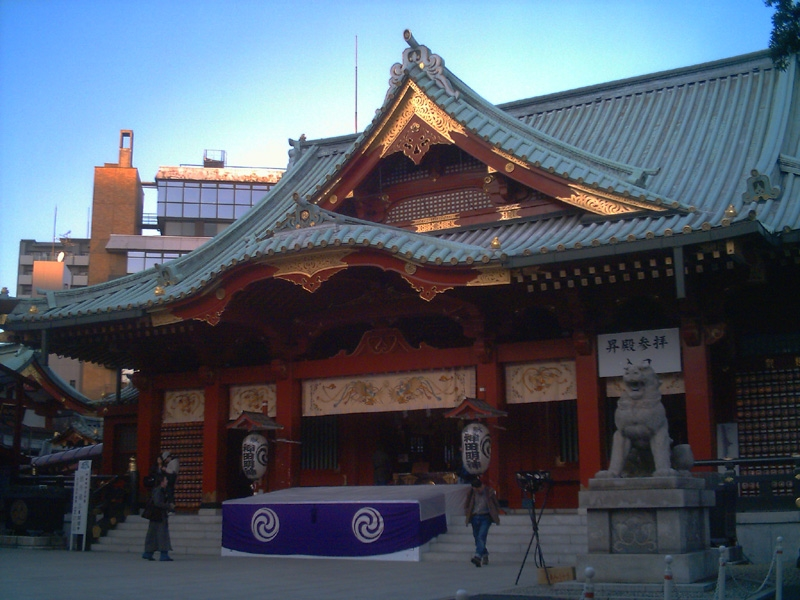
御社殿
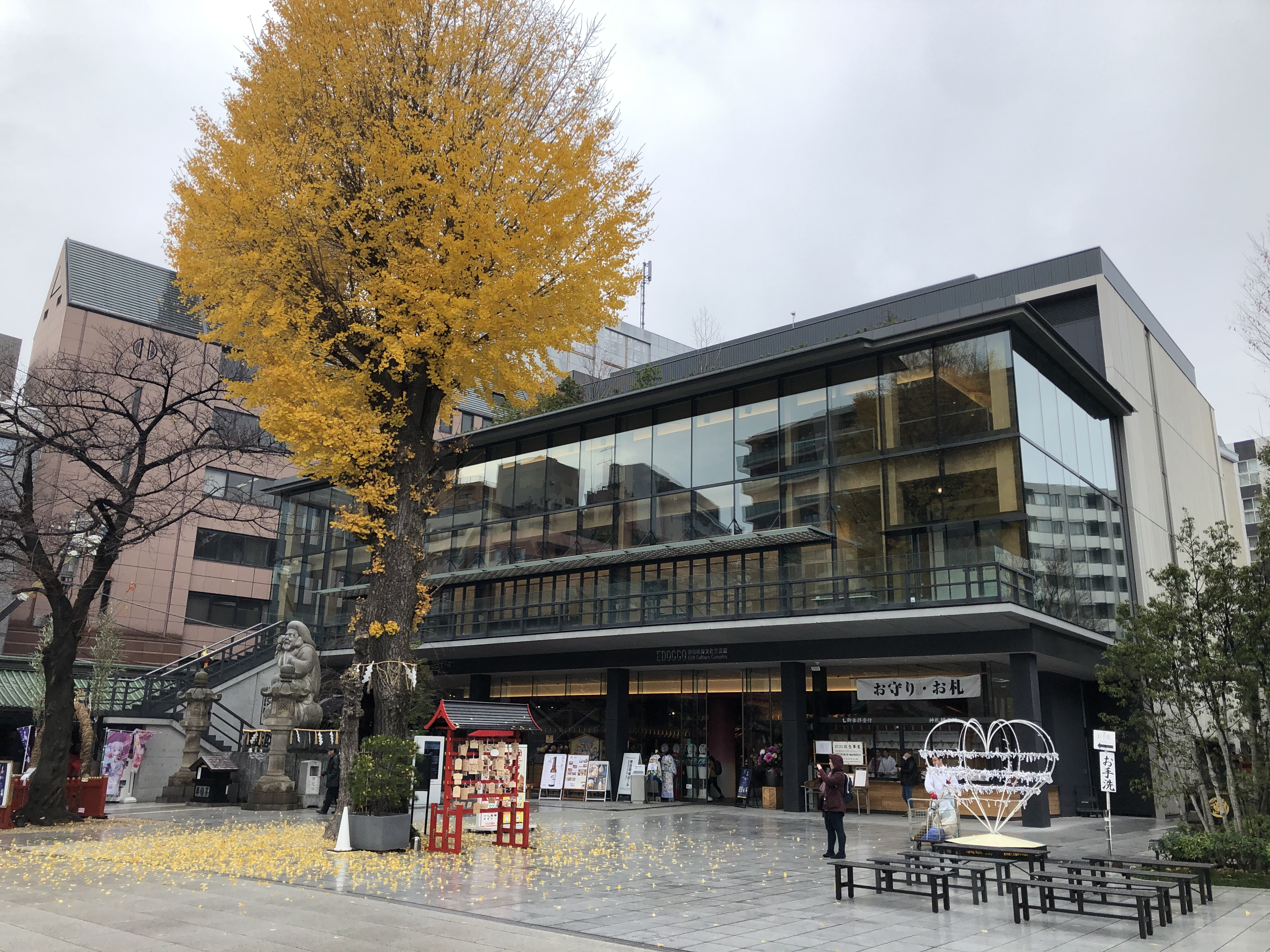
EDOCCO

## 氏子地域
旧神田区のほぼ全域、旧日本橋区のうち日本橋川以北のほぼ全域及び旧本郷区・旧下谷区の一部であり、詳細は以下の通りである。
千代田区神田神保町一丁目奇数番地
千代田区内神田
千代田区岩本町
千代田区神田岩本町
千代田区鍛冶町
千代田区神田鍛冶町
千代田区神田猿楽町
千代田区神田淡路町（二丁目29を除く）
千代田区神田小川町
千代田区神田北乗物町
千代田区神田紺屋町
千代田区神田須田町一丁目全域、二丁目1･6～9･11･21
千代田区神田駿河台三丁目1～6、4丁目2･4
千代田区神田多町
千代田区神田司町
千代田区神田富山町2･8を除く
千代田区神田錦町（一丁目を除く）
千代田区神田西福田町
千代田区神田東紺屋町
千代田区神田東松下町11
千代田区神田美倉町
千代田区神田美土代町
千代田区東神田
千代田区外神田（二丁目1～4、五丁目3･4を除く）
千代田区神田相生町
千代田区神田和泉町
千代田区神田佐久間河岸
千代田区神田佐久間町
千代田区神田練塀町
千代田区神田花岡町
千代田区神田平河町
千代田区神田松永町
千代田区大手町
千代田区丸の内一丁目
中央区日本橋大伝馬町
中央区日本橋蛎殻町一丁目29～39、二丁目全域
中央区日本橋小網町17･18
中央区日本橋小伝馬町
中央区日本橋小舟町
中央区日本橋富沢町 （1を除く）
中央区日本橋中洲（1･2を除く）
中央区日本橋人形町一丁目9～16、二丁目16～20･32～35、三丁目8～13
中央区日本橋浜町
中央区日本橋馬喰町
中央区日本橋久松町
中央区日本橋堀留町一丁目1、二丁目5
中央区日本橋本石町
中央区日本橋本町
中央区日本橋室町
中央区日本橋横山町
中央区東日本橋
文京区湯島一丁目2･3･13
台東区秋葉原

## ギャラリー

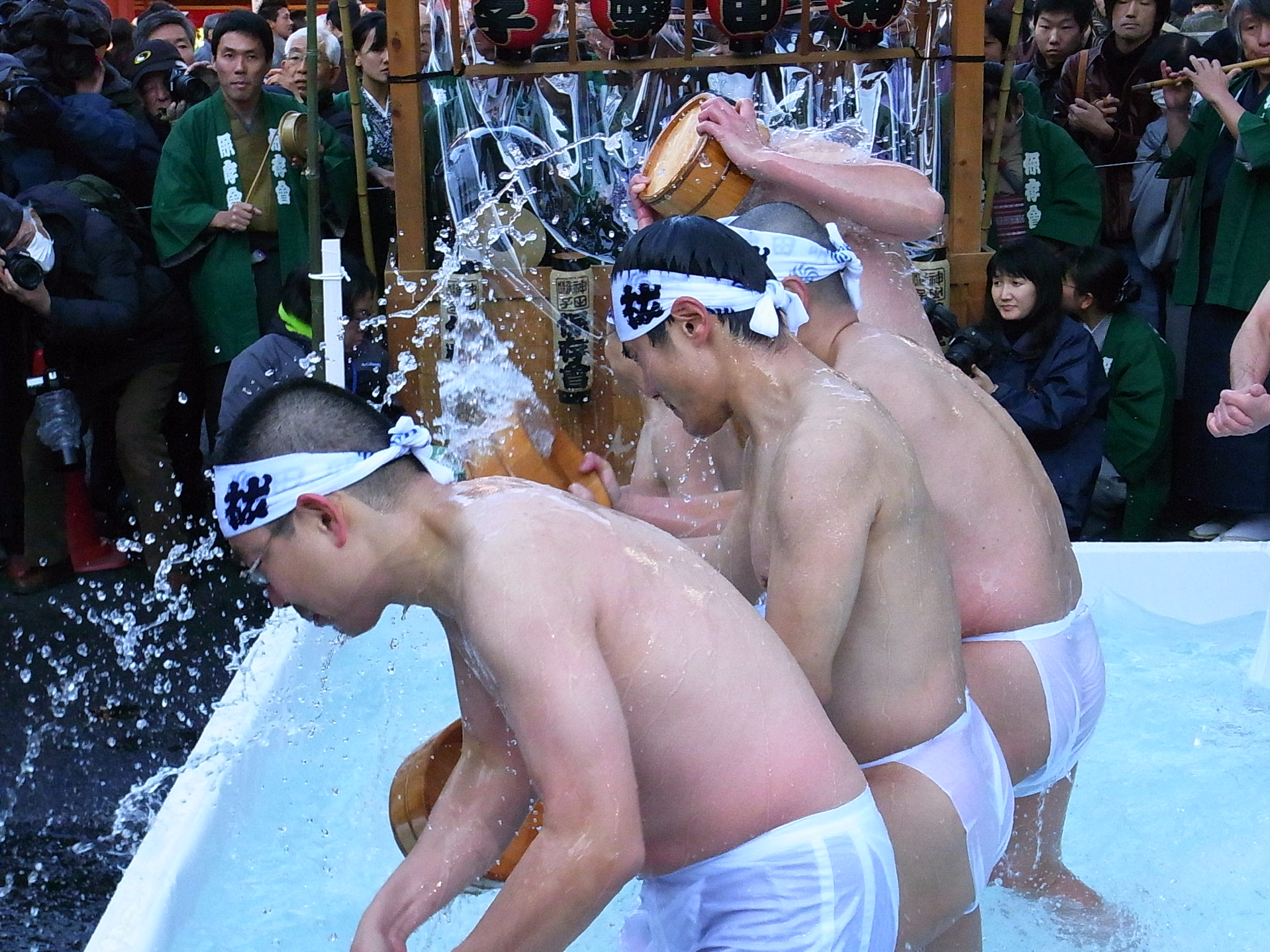
だいこく祭 寒中禊式（2010年1月9日撮影）
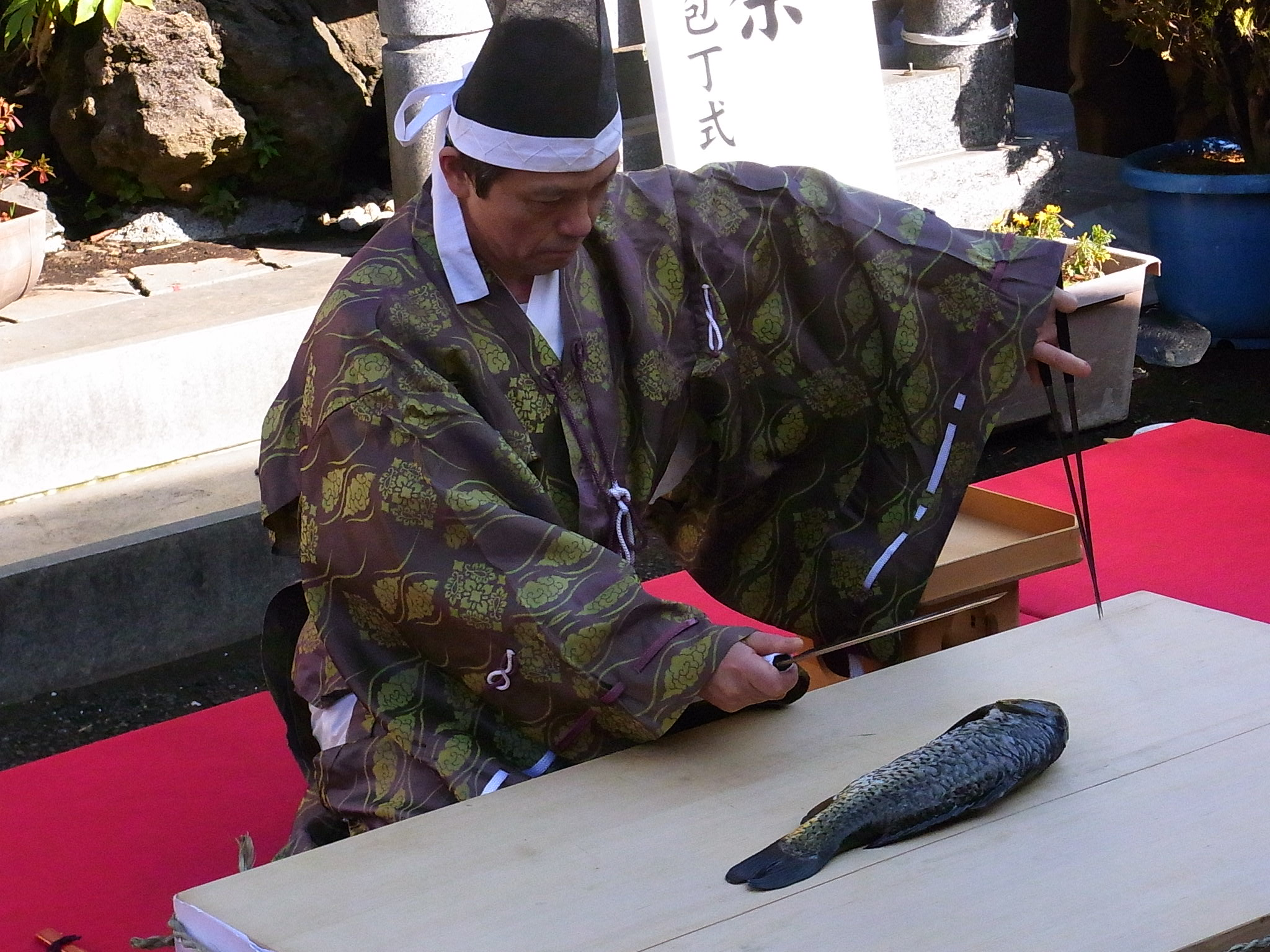
だいこく祭 四條流包丁儀式（2010年1月10日撮影）
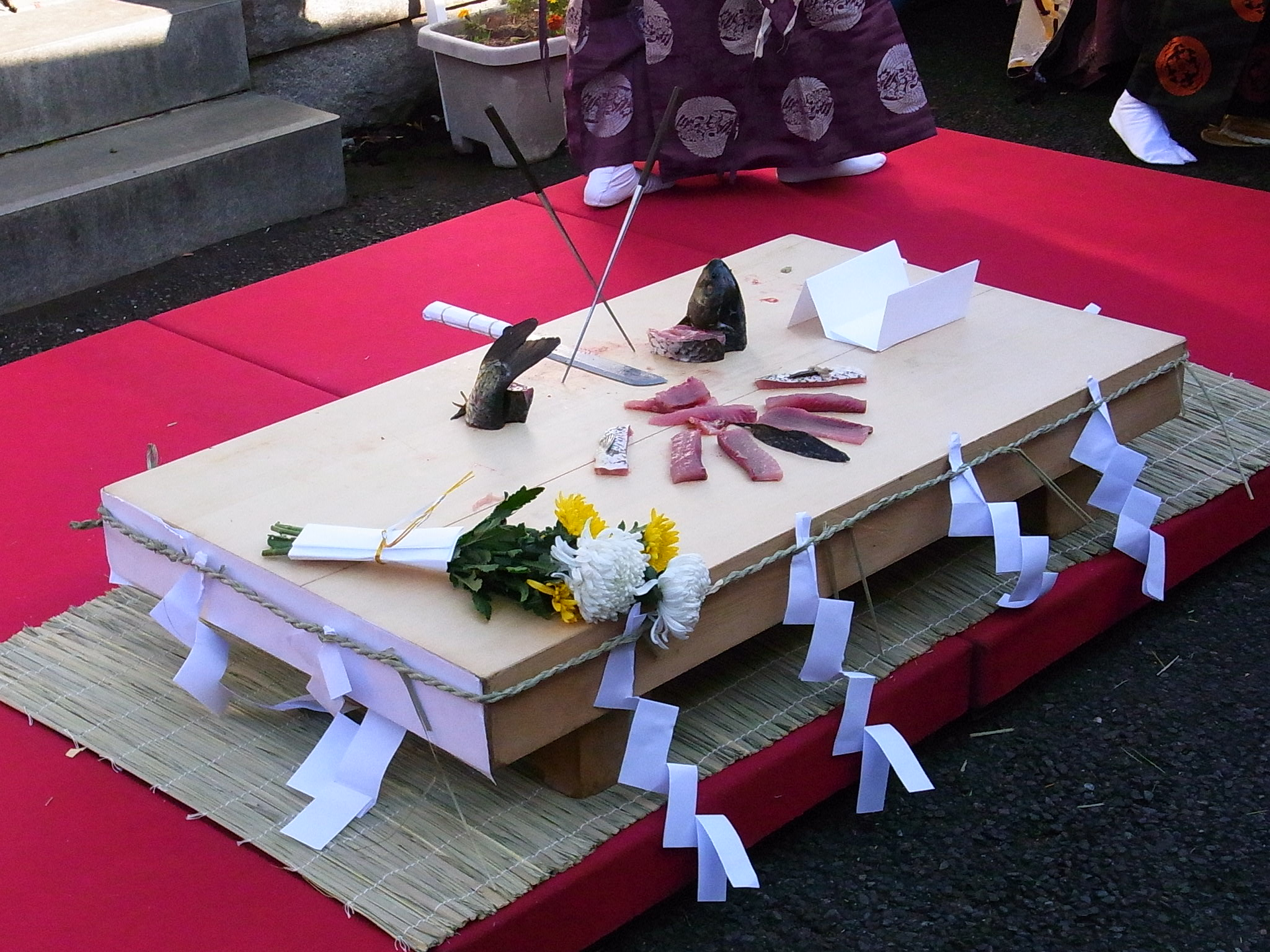
だいこく祭 四條流包丁儀式（2010年1月10日撮影）
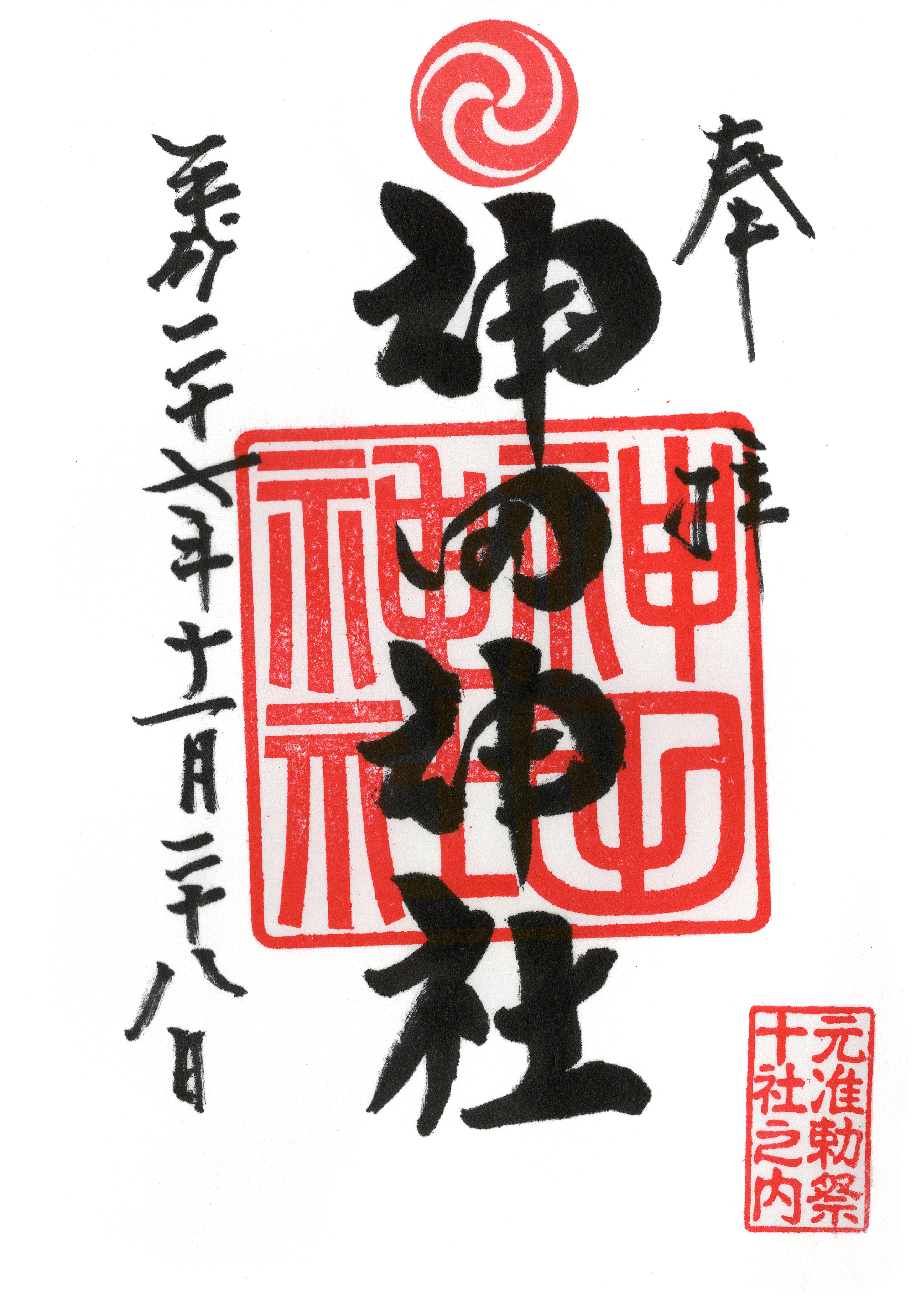
神田明神の御朱印

## 所在地・交通
東京都千代田区外神田2-16-2

### 最寄り駅
- JR中央線（快速）、中央・総武線（各駅停車） 御茶ノ水駅
- 東京メトロ丸ノ内線 御茶ノ水駅
- 東京メトロ千代田線 新御茶ノ水駅
- 東京メトロ銀座線 末広町駅

## 関連文献
- 神田明神編著『神社のおしえ』小学館、2015年、ISBN 978-4-09-388426-6。新版、2018年、ISBN 978-4-09-388648-2。
- 斎藤長秋 編「卷之五 玉衡之部 神田大明神社」『江戸名所図会』 3巻、有朋堂書店〈有朋堂文庫〉、1927年、183-186頁。NDLJP:1174157/96。
- 『江戸総鎮守 神田明神 案内資料』（神田明神、初版発行日不明・2019年3月1日改定）